# Tổ chức tín dụng
Tổ chức tín dụng là doanh nghiệp thực hiện một, một số hoặc tất cả các hoạt động ngân hàng. Trong đó hoạt động ngân hàng có thể được hiểu là việc kinh doanh, cung ứng thường xuyên một hoặc một số các nghiệp vụ sau đây: nhận tiền gửi, cấp tín dụng và cung ứng dịch vụ thanh toán qua tài khoản. Tổ chức tín dụng bao gồm ngân hàng, tổ chức tín dụng phi ngân hàng, tổ chức tài chính vi mô và quỹ tín dụng nhân dân.
Trên toàn thế giới, các hệ thống công đoàn tín dụng khác nhau đáng kể về tổng tài sản và quy mô tài sản trung bình của tổ chức, từ hoạt động tình nguyện với một số ít thành viên đến tổ chức với hàng trăm nghìn thành viên và tài sản trị giá hàng tỷ đô la Mỹ. Năm 2018, số lượng thành viên của các tổ chức tín dụng trên toàn thế giới là 274 triệu, với gần 40 triệu thành viên đã được bổ sung kể từ năm 2016.
Các ngân hàng thương mại tham gia vào hoạt động cho vay dưới chuẩn cao hơn xấp xỉ 5 lần so với các tổ chức tín dụng và có nguy cơ thất bại cao hơn gấp hai lần rưỡi, dẫn đến cuộc khủng hoảng tài chính 2007-2008. Các liên minh tín dụng Mỹ cho vay các doanh nghiệp nhỏ tăng hơn gấp đôi từ năm 2008 đến 2016, từ 30 tỷ USD lên 60 tỷ USD, trong khi cho vay các doanh nghiệp nhỏ nói chung trong cùng thời kỳ giảm khoảng 100 tỷ USD. Ở Mỹ, niềm tin của công chúng vào các tổ chức tín dụng là 60%, so với 30% đối với các ngân hàng lớn. Hơn nữa, các doanh nghiệp nhỏ có nguy cơ không hài lòng với tổ chức tín dụng thấp hơn 80% so với các ngân hàng lớn.
"Tổ chức tín dụng thể nhân" (còn được gọi là "Tổ chức tín dụng bán lẻ" hoặc "Tổ chức tín dụng tiêu dùng") phục vụ cá nhân, được phân biệt với "Tổ chức tín dụng doanh nghiệp", phục vụ các Tổ chức tín dụng khác

## Ngân hàng
Ngân hàng là loại hình tổ chức tín dụng được thực hiện toàn bộ hoạt động ngân hàng và các hoạt động kinh doanh khác có liên quan. Theo tính chất và mục tiêu hoạt động, các loại hình ngân hàng gồm ngân hàng thương mại, ngân hàng phát triển, ngân hàng đầu tư, ngân hàng chính sách, ngân hàng hợp tác và các loại hình ngân hàng khác.
Hoạt động ngân hàng là hoạt động kinh doanh tiền tệ và dịch vụ ngân hàng với nội dung thường xuyên là nhận tiền gửi, sử dụng số tiền này để cấp tín dụng và cung ứng các dịch vụ thanh toán.

## Tổ chức tín dụng phi lợi nhuận
Trong bối cảnh tổ chức tín dụng, "phi lợi nhuận" phải được phân biệt rõ với tổ chức từ thiện. Các tổ chức tín dụng "phi lợi nhuận" bởi vì mục đích của họ là phục vụ các thành viên hơn là tối đa hóa lợi nhuận, vì vậy, không giống như các tổ chức từ thiện, các tổ chức tín dụng không dựa vào các khoản đóng góp và là các tổ chức tài chính phải tạo ra lợi nhuận nhỏ (nghĩa là, theo thuật ngữ kế toán phi lợi nhuận, là "thặng dư") để duy trì sự tồn tại. Theo Hội đồng Liên hiệp tín dụng Thế giới (WOCCU), doanh thu của tổ chức tín dụng (từ các khoản cho vay và đầu tư) phải vượt quá chi phí hoạt động và cổ tức (lãi tiền gửi) để duy trì vốn và khả năng thanh toán.

## Tổ chức tín dụng và định chế tài chính
Nội hàm của khái niệm Tổ chức Tín dụng nhỏ hơn của khái niệm Định chế tài chính. Định chế tài chính hay Tổ chức tài chính là các tổ chức thương mại và công cộng hoạt động trong lĩnh vực tài chính, tham gia vào việc trao đổi, cho vay, đi mượn và đầu tư tiền tệ. Thuật ngữ này thường được sử dụng để thay thế cho thuật ngữ các trung gian tài chính. Theo quy ước, các định chế tài chính gồm có các Tổ chức tín dụng, Công ty bảo hiểm, Công ty Quản lý quỹ, Quỹ đầu tư và những người môi giới đầu tư

## Hoạt động của tổ chức tín dụng
Các hoạt động chủ yếu của một tổ chức tín dụng
- Huy động vốn: gồm Nhận tiền gửi, Phát hành giấy tờ có giá, Vay vốn giữa các tổ chức tín dụng, Vay vốn của Ngân hàng Nhà nước.
- Cấp tín dụng cho tổ chức, cá nhân dưới các hình thức cho vay, chiết khấu thương phiếu và giấy tờ có giá khác, bảo lãnh, cho thuê tài chính, bao thanh toán.
- Dịch vụ thanh toán và ngân quỹ: Mở tài khoản, Dịch vụ thanh toán, Dịch vụ ngân quỹ, tham gia các hệ thống thanh toán.
- Các hoạt động khác: Góp vốn, mua cổ phần, Tham gia thị trường tiền tệ, Kinh doanh ngoại hối và vàng, Nghiệp vụ uỷ thác và đại lý, Kinh doanh bất động sản, Kinh doanh và dịch vụ bảo hiểm, Dịch vụ tư vấn...

## Các loại tổ chức tín dụng ở Việt Nam
Theo Luật Sửa đổi, bổ sung một số điều của Luật các tổ chức tín dụng (2004), ở Việt Nam có các loại tổ chức tín dụng sau: 
- Các tổ chức tín dụng nhà nước
- Các ngân hàng thương mại cổ phần đô thị
- Các ngân hàng thương mại cổ phần nông thôn
- Các chi nhánh ngân hàng nước ngoài
- Các ngân hàng liên doanh
- Các công ty tài chính
- Các công ty cho thuê tài chính
- Văn phòng đại diện ngân hàng nước ngoài
- Ngân hàng 100% vốn đầu tư nước ngoài.

Luật các tổ chức tín dụng 2024 quy định các loại tổ chức tín dụng như sau: 
- Ngân hàng thương mại Quốc doanh
- Ngân hàng liên doanh
- Ngân hàng thương mại cổ phần
- Chi nhánh ngân hàng nước ngoài
- Ngân hàng thương mại 100% vốn nước ngoài
- Ngân hàng chính sách
- Ngân hàng hợp tác xã
- Tổ chức tài chính vi mô
- Quỹ tín dụng nhân dân